# Istrijština
Istrijština nebo istrorománština (italsky istrioto, istroromanzo, starší aj: istriano) je románský jazyk resp. dialekt, kterým dnes už hovoří jen několik stovek osob na jihozápadním pobřeží Istrie v Chorvatsku, a to v sídlech Rovinj, Bale, Galižana. Vodnjan a donedávna i v obcích Fažana a Šišan. Dnes je jazyk silně ovlivněný „istrobenátštinou“ a chorvatštinou.
Název jazyka v istrijštině neexistuje, označuje se jen prostřednictvím názvů jednotlivých sídel, v kterých jazycích hovořila, teda rovignese, vallese, gallesanese, bumbaro, fasanese a sissanese.

## Jiné románské jazyky na Istrii
Istrijština je odlišná od dvou dalších románských nářečí/jazyků, kterými se hovoří na Istrii, jimiž jsou „istrobenátština“ (tj. istrijské nářečí patřící pod benátské nářečí italštiny) a istrorumunština (románský jazyk, řazený někdy k nářečím rumunštiny). Pokud by se benátská nářečí klasifikovala jako samostatný románský jazyk, byla by v takovém případě „istrobenátština“ nářečím benátského jazyka a ne italštiny.

## Klasifikace
Klasifikace istrijštiny je sporná. Klasifikuje se jako:
- nářečí benátského nářečí italštiny patriace mezi severní nářečí italštiny (resp. nářečí samostatného benátského jazyka) nebo
- nářečí patrice mezi severní nářečí italštiny (popř. benátských nářečích a galoitalických nářečích) nebo
- románský jazyk příbuzný s italštinou (spolu patřila mezi tzv. italodalmatské románské jazyky) nebo
- románský jazyk příbuzný s (už vymřelou) dalmatštinou (spolu tvoří tzv. ilyrsko-románské jazyky) nebo
- románský jazyk příbuzný s furlanštinou (spolu patří mezi tzv. rétorománské jazyky) nebo
- románský jazyk původně příbuzný s furlanštinou i dalmatštinou (všechny tyto tři dnešní jazyky tvořily původně jeden jazyk), který byl (zhruba od 10. stol.) silně ovlivněný benátštinou
- zcela zvláštní románský jazyk

## Příklady

### Číslovky
| Istrijsky  | Česky |
| oûn / oûna | jeden |
| dui        | dva   |
| tri        | tři   |
| quatro     | čtyři |
| sinque     | pět   |
| seîe       | šest  |
| siete      | sedm  |
| uoto       | osm   |
| nùve       | devět |
| gize       | deset |

## Vzorový text
Otčenáš (modlitba Páně):
Pàro nòstro, ca tu se intel cèl,
santifica si el te nom,
vèngi el te regno,
si fàto la te volentà,
cume in cèl e cusì ancje in tèrra.
Duote oggi
'l nòstro pan cotidium,
e regetà a noi i nostre dèbeti,
cume noi 'l remaèttiemo
ai nostre dèbetur,
e non indòusi in tentasiogno,
ma delibragne dal mal. Amen.